# Kensaku Morita
Kensaku Morita (森田健作, Morita Kensaku), de nom real Eiji Suzuki (鈴木栄治, Suzuki Eiji) és un actor, cantant i polític japonés que actualment exerceix com a governador de la prefectura de Chiba des del 5 d'abril de 2009. Anteriorment, i al marge del seu treball com a actor i cantant que començà a la dècada de 1960, Morita ha estat membre de la Cambra de Consellers del Japó de 1992 a 1998 i de la Cambra de Representants del Japó de 1998 a 2003 per circumscripcions de Tòquio (d'on és nadiu) i a les llistes del Partit Liberal Democràtic, tot i que també va militar al Partit Democràtic Socialista. Va presentar-se per primera vegada a les eleccions a governador de la prefectura de Chiba l'any 2011 amb el suport de les forces de centre-dreta i ha estat reelegit fins a l'actualitat (2020), la darrera vegada el 2017.

## Filmografia (selecció)

### Cinema
- Akō-jō danzetsu (1978)
- Sanada Yukimura no Bōryaku (1979)

### Televisió
- Hissatsu Karakurinin (1976)